# Le Coup de canon
Le Coup de canon (en néerlandais : Het Kanonschot) est un tableau du peintre hollandais Willem van de Velde le Jeune. Il s'agit d'une huile sur toile peinte vers 1680, de 78,5 cm de haut et 67 centimètres de large. Cette œuvre, qui représente un navire de guerre hollandais tirant une salve d'honneur, est conservé dans la collection du Rijksmuseum d'Amsterdam. À la même période, Willem van de Velde le Jeune peint une toile similaire d'un navire pris dans une tempête en mer et appelée La Rafale, et qui appartient également au Rijksmuseum.

## Contexte
En 1636, Willem van de Velde le Jeune part avec son père à Amsterdam. Ils deviennent des peintres de marines renommés et son père part rejoindre la cour d'Angleterre. Vers 1672, Willem van de Velde le Jeune rejoint son père en Angleterre à l'invitation du roi Charles II qui l'embauche comme peintre de cour au même titre que son père. C'est en Angleterre qu'apparaissent les deux œuvres, Le Coup de Canon et La Rafale. Elles restent longtemps ensemble et constituent, en quelque sorte, une seule entité. Au XVIIIe siècle, les deux peintures faisaient déjà partie intégrante de la collection de Sir Philip Stephens, premier Baronnet de Horsford (1725-1809).
En 1834, Le Coup de Canon est acquis, seul, lors d'une vente aux enchères par le banquier et collectionneur amstellodamois Adriaan van der Hoop, qui pense qu'il s'agit d'une représentation du bateau de guerre de l'Amiral Michiel de Ruyter, Les Sept Provinces. L'amiral tenait en haute estime l'artiste, tirant même du canon pour lui permettre d'en étudier les effets. Mais il est vraisemblable que Willem van de Velde le Jeune n'a pas peint ce navire en particulier mais un bateau inconnu de conception similaire.

En 1845, van der Hoop prête la peinture à l'Exposition des maîtres anciens. Le critique d'art Alexander Oltmans lui donne pour titre Le Coup de Canon dans une critique de l'exposition et écrit :
« Ce vaisseau magnifiquement représenté qui, saluant, flotte majestueusement sur une mer calme, fait grande impression ; la couleur de l'eau est réellement translucide et l'effet de fumée est brillamment rendu. De plus, cette peinture présente une grande simplicité dans la couleur. »
À sa mort en 1854, van der Hoop lègue l’œuvre à la ville d'Amsterdam,  parmi 250 autres peintures. La collection est tout d'abord abritée au musée van der Hoop à la Oudemanhuispoort (nl) (Amsterdam) avant d'être ensuite transférée, en 1885, au Rijksmuseum, où Le Coup de Canon se trouve encore.

## Représentation
Le Coup de Canon représente un vaisseau de guerre hollandais - un trois-mâts - flottant sur une mer calme. Ses voiles pendent mollement. Le bateau tire un coup de canon. De part et d'autre du navire flotte deux chaloupes. À quelque distance, se trouve une autre frégate hollandaise, voiles baissées.
Van de Velde le Jeune a rendu l'effet acoustique du coup de canon grâce à un grand nuage de fumée qui inspirera d'ailleurs l'écrivain Paul Claudel.

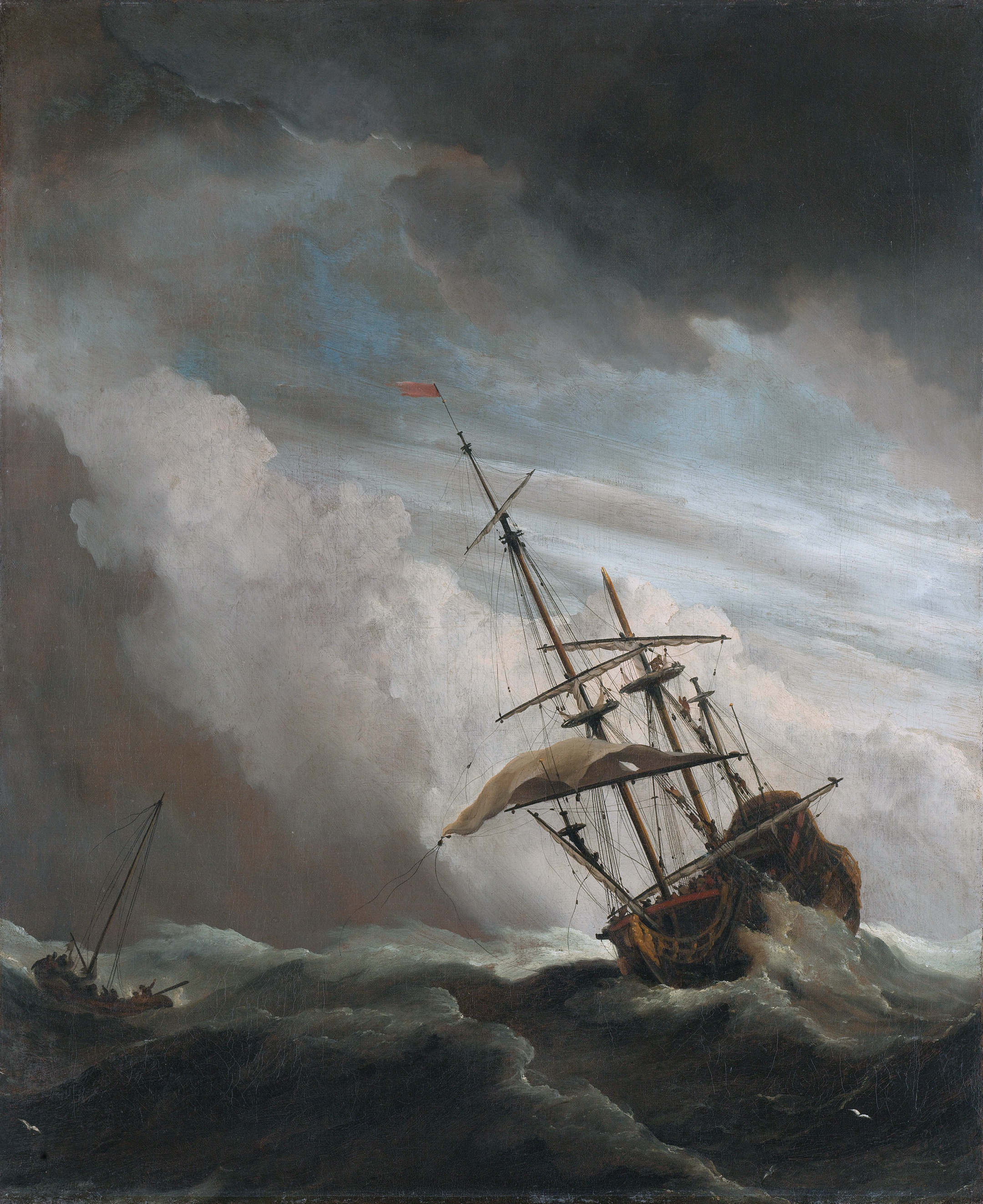
La Rafale, peinture-sœur du Coup de canon

L'atmosphère paisible du Coup de Canon tranche avec sa peinture sœur, La Rafale, qui dépeint un navire de guerre endommagé par une tempête, ballotté - comme hors de contrôle - sur une mer déchaînée, à proximité d'un petit bateau.

## Style
L’œuvre est méticuleusement peinte dans le style réaliste. On ne sait toutefois pas si l'artiste s'est inspiré d'études préalables où s'il a voyagé spécifiquement pour réaliser la toile. Le travail de préparation a pu être effectué avant son départ pour l'Angleterre. En effet, les van de Velde, avant leur départ pour l'Angleterre, profitent des facilités offertes par l'Amirauté hollandaise dans le cadre de leur mission officielle, pour réaliser des croquis d'après nature. L'artiste s'en tient toujours à une reproduction fidèle des éléments qu'il représente.
Willem van de Velde le Jeune est reconnu pour ses talents de coloriste, pour la qualité de ses compositions et surtout pour l'extrême précision de ses sujets, comparés à d'autres peintres de marines,. D'aucuns le considèrent comme un grand peintre de marine, voire «  un des plus grands marinistes du monde entier ». Il dispose les éléments de son tableau, tels le sujet principal et les chaloupes, comme on le ferait pour une nature morte. Ainsi en est-il du Coup de Canon, tableau dans lequel le panache de fumée se disperse autour du navire sans pour autant dissimuler le second navire présent à l'arrière plan.
Le Coup de canon, et son pendant La Rafale, sont considérés comme ayant été totalement réalisées par Willem van de Velde le Jeune et constituent deux chefs-d’œuvre du maître.